# Cantone di Mareuil
Il Cantone di Mareuil era una divisione amministrativa dell'arrondissement di Nontron.
A seguito della riforma approvata con decreto del 21 febbraio 2014, che ha avuto attuazione dopo le elezioni dipartimentali del 2015, è stato soppresso.

## Composizione
Comprendeva i comuni di:
- Beaussac
- Champeaux-et-la-Chapelle-Pommier
- Les Graulges
- Léguillac-de-Cercles
- Mareuil
- Monsec
- Puyrenier
- La Rochebeaucourt-et-Argentine
- Rudeau-Ladosse
- Saint-Crépin-de-Richemont
- Sainte-Croix-de-Mareuil
- Saint-Félix-de-Bourdeilles
- Saint-Sulpice-de-Mareuil
- Vieux-Mareuil